# جنگ داخلی فنلاند
جنگ داخلی فنلاند بخشی از آشفتگی ملی، سیاسی و اجتماعی ناشی از جنگ جهانی اول (۱۹۱۴-۱۹۱۸) در اروپا بود.
در پیش زمینه جنگ داخلی، اختلاف طبقاتی شکسته شده بود، اما همچنین تأثیرات رویدادهای انقلابی در روسیه، که فنلاند قبلاً به‌عنوان یک
دوک‌ نشین بزرگ خودمختار به آن تعلق داشت، وجود داشت. کناره گیری تزار روسیه و دوک بزرگ فنلاند در نتیجه انقلاب فوریه در سال ۱۹۱۷ فنلاند را در یک بحران قانون اساسی فرو برد که در آن نظم عمومی به‌طور فزاینده ای از هم پاشید. بحران غذایی ناشی از جنگ جهانی اول، همراه با تبلیغات بلشویک های روسیه، باعث رادیکالیزه شدن و نظامی شدن جنبش کارگری شد.
این تحول سرانجام به کودتای سوسیالیستی در پایان ژانویه ۱۹۱۸ منجر شد. یک دولت طبقه کارگر با انقلاب در جنوب فنلاند تأسیس شد، اما مردم عادی در بخش شمالی کشور مقاومت کردند. پس از اینکه نیروهای "سفید" به فرماندهی عالی کارل گوستاو امیل مانرهیم بهتر از "سرخ ها" در آموزش نیروهای خود برای جنگ آماده شدند، در اواسط مارس به حمله پرداختند و پس از نبردهای سنگین، شهر تامپره  را تصرف کردند. در تامپره ، نیرو های آلمانی که به کمک سفیدپوشان آمده بودند نیز به سمت جنوب فندلاند پیشروی می کردند. پس از فتح  ویبورگ در پایان آوریل، آخرین شورشیان در اوایل ماه مه تسلیم شدند. ثمره این جنگ شامل اعمال خشونت سیاسی از هر دو طرف و در نتیجه تراژدی قحطی و بیماری در میان سرخ‌ ها در اردوگاه‌ های زندان بود.

## پیش زمینه
نقطه شروع درگیری مسلحانه در فنلاند با تضادهای اجتماعی فزاینده ایجاد شد که با اصلاحات مناسب مورد توجه قرار نگرفت. به ویژه، در ارتباط با نفوذ حوادث در روسیه، رادیکالیزاسیون و تشکیل گروه های مسلح رخ داد. وقوع جنگ جهانی اول به نفع این پیشرفت و همچنین به کمبود محسوس مواد غذایی منجر شد که ناآرامی را در میان کارگران بیشتر کرد.

## فنلاند در پی انقلاب اکتبر
در ۶ نوامبر ۱۹۱۷، روز انقلاب اکتبر روسیه ، بلشویک ها قدرت را در پتروگراد به دست گرفتند. کودتا سیاستمداران فنلاند را تکان داد و پایه انقلابی طبقه کارگر فنلاند را جسورتر کرد. حریفان در سایه استقلال تازه به دست آمده فنلاند، خود را برای درگیری آماده کردند.

## وقوع جنگ داخلی
تقریباً همزمان با آغاز کودتای سوسیالیستی، نیروهای سفیدپوش عملیات نظامی خود را علیه پادگان های روسیه آغاز کردند. در حالی که انقلاب در جنوب موفقیت آمیز بود، مانرهایم توانست پایگاهی را در جنوب استروبوتنیا ایجاد کند، جایی که بورژوازی فنلاند به زودی کنترل کل بخش شمالی کشور را به دست گرفت.

موازنه قدرت آغاز فوریه 1918
سپید ها
سرخ ها

### کودتا در جنوب
در ساعت ۲۳ شب ۲۷ ژانویه ۱۹۱۸، چراغ قرمزی بر برج خانه اتحادیه کارگری هلسینکی تابید تا شروع انقلاب را نشان دهد. گارد سرخ مهمترین ساختمان ها را اشغال کرد و تا صبح روز بعد شهر را کاملاً تحت کنترل خود درآورد. در شهرهای جنوب فنلاند، مانند اکثر مناطق روستایی، انقلابیون با مقاومت کمی روبرو شدند.
درست در ابتدای قیام ، سرخ ها وقتی نتوانستند اعضای سنا را دستگیر کنند، دچار شکست شدیدی شدند. سه سناتور اندکی قبل از شروع جنگ توانستند به استروبوتنیا سفر کنند و نفر چهارم در اوایل فوریه آنها را دنبال کرد. اعضای باقی مانده توانستند در هلسینکی با ساکنان طبقه متوسط مخفی شوند. بنابراین، سناتورهای فراری توانستند یک دولت کارآمد و قانون اساسی در واسا تشکیل دهند که به فنلاند سفید از نظر مشروعیت، به ویژه در رابطه با سایر کشورها، مزیت بسیار ارزشمندی بخشید.
در ۲۰ فوریه، دولت سرخ متن قانون اساسی جدید را تصویب کرد. این پیش نویس که عمدتاً توسط اتو ویل کوزینن نوشته شده بود و قرار بود پس از جنگ به رأی مردم گذاشته شود، کاملاً دموکراتیک بود و قدرت عالی را به پارلمان منتخب آزادی می داد. متن به وضوح بر اساس قانون اساسی سوئیس و لیبرال بود، اما به سختی می توان آن را انقلابی توصیف کرد.

## در ادبیات
ریستو آلپورو: دولت و انقلاب در فنلاند. برکلی، لس آنجلس / لندن ۱۹۸۸، ISBN 0-520-05813-5.
مانفرد منگر: سیاست فنلاند تحت امپریالیسم آلمان 1917-1918. Akademie-Verlag, (Ost-) برلین ۱۹۷۴.
آپو روزلیوس: جنگ آماتور. تلفات در نبردهای جبهه ای در جنگ داخلی فنلاند در سال ۱۹۱۸. مجموعه انتشارات دفتر نخست وزیری، هلسینکی ۲۰۰۶، ISBN 952-5354-92-X (zitiert: Roselius).
آپو روزلیوس: جنگ داخلی فنلاند ۱۹۱۸. تاریخ، حافظه، میراث. Leiden: Brill Academic Publishers 2014. ISBN 978-90-04-24366-8.
مارکو تیکا: حقوق میدانی مجازات فوری در جنگ داخلی فنلاند در سال 1918. SKS، هلسینکی ۲۰۰۴، ISBN 951-746-651-X.
آنتونی اف آپتون: انقلاب فنلاند، ۱۹۱۷-۱۹۱۸. انتشارات دانشگاه مینه سوتا، مینیاپولیس ۱۹۸۰، ISBN 081-66-0905-5.
آنتونی اف آپتون: انقلاب در فنلاند ۱۹۱۷-۱۹۱۸، قسمت اول. گروه کتاب، هلسینکی ۱۹۸۰، ISBN 951-26-1828-1 (zitiert: Upton I).
آنتونی اف. آپتون: انقلاب در فنلاند ۱۹۱۷-۱۹۱۸، قسمت دوم. گروه کتاب، هلسینکی ۱۹۸۱، ISBN 951-26-2022-7 (zitiert: Upton II).
هیکی یلیکانگاس: جاده تامپره. WSOY، هلسینکی ۱۹۹۳، ISBN 951-0-18897-2 (zitiert: Ylikangas).
کنت رودیگر فون در گولتز : نمایش من در فنلاند و در بالتیک. K. F. Koehler, Leipzig 1920 (آنلاین).

## فیلم ها
- فرمان (رام نشدنی)

## پیوندهای بیرونی
فرود آلمان در فنلاند (حساب رسمی آلمان از ۱۹۱۸)